# 亞納卡卡山 (馬塔拉克-烏比納斯)
16°23′28″S 70°48′43″W / 16.39111°S 70.81194°W

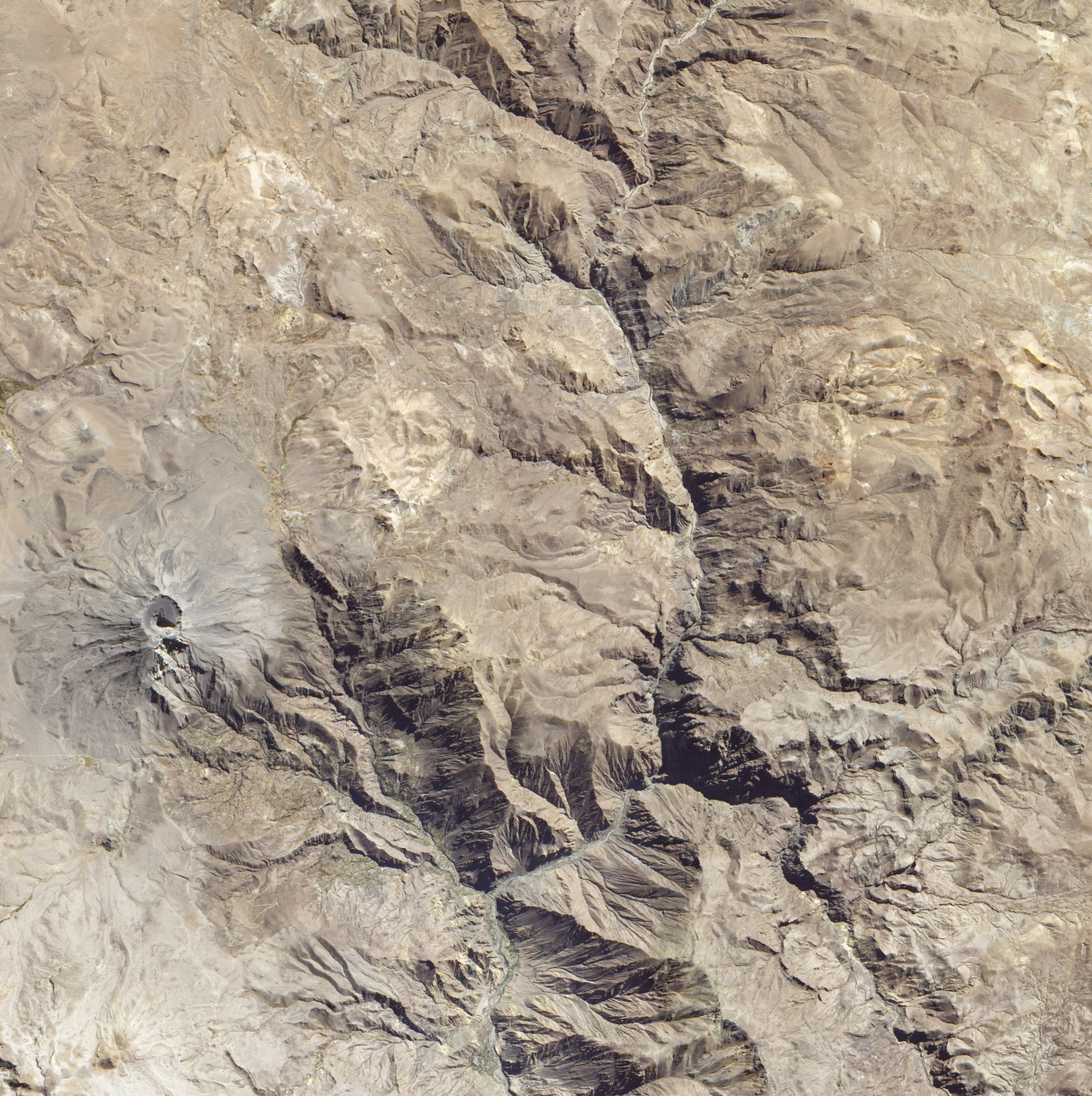

亞納卡卡山（Yanaccacca），是秘魯的山峰，位於該國南部莫克瓜大區，由馬塔拉克區和烏比納斯區負責管轄，屬於安地斯山脈的一部分，海拔高度4,400米。